# Cabezón de Pisuerga
Cabezón de Pisuerga è un comune spagnolo di 1 968 abitanti situato nella comunità autonoma di Castiglia e León.

## Storia
Nel 1808 vi si svolse la battaglia omonima, parte della guerra d'indipendenza spagnola.